# Gamanthus gamocarpus
Gamanthus gamocarpus är en amarantväxtart som först beskrevs av Horace Bénédict Alfred Moquin-Tandon, och fick sitt nu gällande namn av Aleksandr Andrejevitj Bunge. Gamanthus gamocarpus ingår i släktet Gamanthus och familjen amarantväxter. Inga underarter finns listade i Catalogue of Life.